# Frankenia boissieri
Espèce
Classification phylogénétique
Synonymes
- Frankenia boissieri Reut.[1]
- Frankenia glomerulata Coss.[1]

Frankenia boissieri est une espèce de plante de la famille des Frankeniaceae et du genre Frankenia.

## Répartition
Frankenia boissieri est présente dans le Sud de l'Espagne, du Portugal et dans les îles Canaries.
Elle pousse sur les sols sableux humides en mer et à l’intérieur des terres.

## Parasitologie
La feuille a pour parasites Agdistis frankeniae, Aristotelia frankeniae.